# 石田あゆう
石田 あゆう（いしだ あゆう、1973年 - ）は、日本の社会学者。専門は、メディア論、女性誌・皇室研究。桃山学院大学社会学部准教授。

## 来歴
1973年大阪府生まれ。京都大学大学院文学研究科博士後期課程修了、京都大学博士（文学）。京都精華大学教育推進センター導入教育部門嘱託講師、桃山学院大学社会学部専任講師を経て、2010年より現職。

## 著作
- 『ミッチー・ブーム』文春新書、2006年。
- 『戦時婦人雑誌の広告メディア論』越境する近代　青弓社、2015
- 『図説戦時下の化粧品広告（1931-1943）』創元社、2016
- 『神近市子の猛進　婦人運動家の隘路』「近代日本メディア議員列伝10」創元社、2025